# Vjartsilja
Vjartsilja (in russo Вяртсиля?; in finlandese e careliano: Värtsilä) è un insediamento di tipo urbano della Russia situato nella Repubblica di Carelia. Si trova nel rajon Sortaval'skij e ha un proprio centro amministrativo.
L'insediamento si trova sul fiume Juuvanjoki, a 5 km dal confine con la Finlandia e a 65 km da Sortavala.